# Vale de Santiago
Vale de Santiago es una freguesia portuguesa del municipio de Odemira, distrito de Beja.

## Historia
El 28 de enero de 2013 la freguesia de Bicos fue suprimida en aplicación de una resolución de la Asamblea de la República de Portugal promulgada el 16 de enero de 2013, y  una fracción de la misma pasó a formar parte de esta freguesia.

## Demografía
| Gráfica de evolución demográfica de Vale de Santiago entre 2011 y 2021 |
|                                                                        |
| Datos según el nomenclátor publicado por el INE portugués.             |